# Eoin Jess
‎
Eoin Jess, škotski nogometaš, * 13. december 1970, Portsoy, Škotska.
Jess je leta 2006 zaključil svojo aktivno nogometno kariero; igral je za klube: Aberdeen, Coventry City, Bradford City, Nottingham Forest in Northampton Town .
Igral je tudi za škotsko nogometno reprezentanco; odigral je 18 tekem in dosegel 2 gola.